# Futur d'un Univers en expansion
Les observations suggèrent que l’expansion de l’Univers va se poursuivre à l’infini. Si tel est le cas, alors il existe une théorie populaire selon laquelle l’Univers se refroidira en s’étendant, si bien qu’il deviendra trop froid pour assurer la vie. Pour cette raison, ce scénario futur est communément appelé le « Big Freeze ».
Si l’énergie noire (représentée par la constante cosmologique, une densité énergétique « constante » remplissant l’espace de manière homogène, ou des champs scalaires tels que la Quintessence ou moduli, des quantités « dynamiques » dont la densité énergétique varie dans le temps et l’espace) accélère l’expansion de l’Univers, alors l’espace entre les amas de galaxies augmentera à un rythme croissant. Le décalage vers le rouge étirera des anciens et des nouveaux photons (y compris des rayons gamma) à des longueurs d’onde élevées et des énergies faibles indétectables. On suppose que les étoiles vont se former naturellement pour encore 1012 à 1014 (de 1 à 100 mille milliards) d’années, mais la quantité de gaz nécessaire à la naissance des étoiles finira par s’épuiser. De plus, comme les étoiles existantes sont à court de gaz et cessent de briller, l’Univers deviendra doucement et inexorablement plus sombre, étoile après étoile,. D’après des théories qui prévoient que la désintégration du proton, les restes stellaires restant disparaîtront, laissant seulement derrière eux des trous noirs, qui eux-mêmes finiront par s’évaporer tant qu’ils émettront un rayonnement de Hawking. Finalement, si l’Univers atteint un état dans lequel la température approche une valeur uniforme, aucun autre travail d’une force ne sera possible, conduisant à une mort thermique de l'Univers finale.

## Cosmologie
L’expansion infinie ne détermine pas la courbure spatiale de l’Univers. Elle peut être ouverte (avec une courbure spatiale négative), plate, ou fermée (courbure spatiale positive). Même fermée, une quantité suffisante d’énergie noire doit être présente pour compenser la gravitation de la matière et des autres forces qui tendent à contracter l’Univers. Des Univers ouverts et plats s’étendront à l’infini, même en l’absence d’énergie noire.
Les observations du rayonnement cosmique par le Wilkinson Microwave Anisotropy Probe et le télescope spatial Planck suggèrent que l’Univers est spatialement plat et qu’il possède une quantité d’énergie noire considérable,. À cet égard, l’Univers devrait continuer à s’étendre à un rythme accéléré. L’accélération de l’expansion de l’Univers a également été confirmée par des observations de supernovas distantes. Si l’énergie noire, comme dans le modèle ΛCDM de la cosmologie physique (Lambda-cold darkmatter ou ΛCDM) a la forme d’une constante cosmologique, l’expansion finira par devenir exponentielle, la taille de l’Univers doublant à un rythme accéléré.
Si la théorie de l’inflation cosmique est vraie, l’Univers a connu un épisode dominé par une forme différente d’énergie noire au début du Big Bang ; mais l’inflation s’est terminée, indiquant une équation d’état beaucoup plus compliquée que celles supposées jusqu’à présent pour l’énergie noire actuelle. Il est possible que l’équation d’état de l’énergie noire puisse encore changer, correspondant à un événement qui aurait des conséquences extrêmement difficiles à exprimer en termes mathématiques ou à prédire[citation nécessaire].

## Histoire du Futur
Dans les années 1970, le futur d’un Univers en expansion était étudié par l’astrophysicien Jamal Islam et le physicien Freeman Dyson.
Ensuite, dans leur livre de 1999 intitulé The Five Ages of the Universe, les astrophysiciens Fred Adams et Gregory Laughlin avaient divisé le passé et le futur de l’histoire d’un Univers en expansion en cinq périodes :
- La première, « l’Ère Primaire », traite du temps dans le passé juste après le Big Bang lorsque les étoiles n’étaient pas encore formées.
- La seconde, « l’Ère Stellaire » comprend le jour présent et toutes les étoiles et les galaxies que nous voyons. C’est la période au cours de laquelle les étoiles se forment à partir d’un nuage moléculaire.
- Dans la suivante, l’« Ère de Dégénérescence », les étoiles se seraient épuisées, laissant tous les objets de masse stellaire devenir des objets compacts — naines blanches, étoiles à neutrons et trous noirs.
- Dans « l’Ère du Trou Noir », les naines blanches, les étoiles à neutrons et autres objets célestes plus petits ont été détruits par la désintégration du proton, laissant uniquement les trous noirs.
- Enfin, dans l’« Ère Sombre », même les trous noirs ont disparu, laissant seulement un gaz dilué de photons et de leptons.

Cette histoire du futur et la chronologie ci-dessous supposent l’expansion continue de l’Univers. Si l’Univers commence à se recontracter, des événements subséquents de la chronologie pourraient ne pas arriver à cause du Big Crunch, la recontraction de l’Univers en un état chaud et dense, qui surviendra comme après le Big Bang.

## Chronologie

### Ère stellaire
De 108 (100 millions) d’années à 1014 (cent mille milliards) d’années après le Big Bang
L’Univers observable est actuellement âgé de 1,38 × 1010 (13,8 milliards) d’années. Cette période se situe dans l’Ère Stellaire. Environ 155 millions d’années après le Big Bang, la première étoile s’est formée. Depuis, des étoiles se sont formées par l’effondrement de régions centrales petites et denses dans des nuages moléculaires de gaz hydrogène froids et vastes. Au début, ce phénomène produit une proto-étoile, brûlante et étincelante à cause de l’énergie générée par le mécanisme de Kelvin-Helmholtz. Après que la proto-étoile se soit contractée pendant un moment, son centre devient suffisamment brûlant pour la fusion nucléaire d’hydrogène et sa durée de vie en tant qu’étoile commencera probablement.
Les étoiles à très faible masse finiront par épuiser tout leur hydrogène fusible et devenir ensuite des naines blanches d’hélium. Les étoiles à faible ou moyenne masse évacueront une partie de leur masse tel une nébuleuse planétaire et finiront par devenir des naines blanches. Des étoiles plus massives exploseront dans une supernova remarquable, laissant derrière elles des étoiles à neutrons ou des trous noirs stellaires. Dans tous les cas, bien qu’une partie de la matière stellaire puisse retourner dans le milieu interstellaire, un dernier reste dont la masse ne serait pas retournée dans le milieu interstellaire serait abandonné. L’apport de gaz disponible pour la naissance des étoiles s’épuise donc constamment.

### Fusion entre la Voie lactée et la galaxie d’Andromède
4–8 milliards d’années depuis aujourd’hui (17,7 – 21,7 milliards d’années après le Big Bang)
Actuellement, la galaxie d'Andromède est à environ 2,5 millions d’années-lumière de notre galaxie, la Voie lactée, et elles se dirigent chacune dans la direction de l’autre à environ 300 kilomètres par seconde. D’après les données actuelles, d’ici environ cinq milliards d’années, ou 19 milliards d’années après le Big Bang, la Voie lactée et la galaxie d’Andromède entreront en collision et fusionneront en une grande galaxie. Jusqu’à 2012, il n’y avait aucun moyen de savoir si l’éventuelle collision allait réellement se produire ou non.
En 2012, et après avoir utilisé le télescope spatial Hubble entre 2002 et 2010 pour suivre le mouvement d’Andromède, les chercheurs en sont venus à la conclusion que la collision allait être certaine.

### Autres coalescences dans le Groupe local; toutes les autres galaxies ne seront plus joignables
1011 (100 milliards) à 1012 (1 billion) d’années
Les galaxies du Groupe local (l’ensemble des galaxies dont font partie la Voie lactée et la galaxie d’Andromède) sont gravitationnellement liées les unes aux autres. On pense que d’ici 1011 (100 milliards) à 1012 (1 billion) d’années, leurs orbites se décomposeront, et que la totalité du Groupe local fusionnera en une seule même et grande galaxie.
Dans l’hypothèse où l’énergie noire continue à contribuer à l’expansion accélérée de l’Univers, dans environ 150 milliards d’années, toutes les galaxies hors du Groupe local passeront derrière l’horizon cosmologique. Il sera alors impossible que des évènements du Groupe local affectent ces autres galaxies lointaines. De la même manière, et tout comme cela a été constaté par les observateurs dans les galaxies lointaines, il sera impossible après 150 milliards d’années que des évènements se manifestant alors dans le Groupe local les affecteront. 

Néanmoins, un observateur du Groupe local continuera à voir les galaxies distantes, mais les évènements observés deviendront, de manière exponentielle, plus dilatés dans le temps (et décalés vers le rouge) car la galaxie s’approche de l’horizon dans le temps, dans la galaxie lointaine, et semble s’arrêter et s'éteindre. L’observateur du Groupe local ne voit jamais vraiment la galaxie lointaine passer derrière l’horizon et n’observe jamais d’évènements après 150 milliards d’années dans leur temps local. Par conséquent, après 150 milliards d’années, le voyage et la communication intergalactique deviennent causalement impossibles.

### La luminosité des galaxies commence à diminuer
8 × 1011 (800 milliards) d’années
D’ici 8 × 1011 (800 milliards) d’années, la luminosité des différentes galaxies, jusqu’alors approximativement similaire aux galaxies actuelles grâce à l’augmentation de la luminosité des étoiles restantes qui vieillissent, commenceront à diminuer, avec le début de la mort des étoiles naines rouges les moins massives, comme des naines blanches.

### Les galaxies hors du Superamas local ne sont plus détectables
2 × 1012 (2 billions) d’années
D’ici 2 × 1012 (2 billions) d’années, toutes les galaxies hors du Superamas de la Vierge apparaitront tant décalées vers le rouge que même les rayons gamma qu’elles émettent nous parviendront alors avec des longueurs d'onde plus grandes que la taille de l’Univers observable. Par conséquent, ces galaxies ne seront plus détectables par aucun moyen.

### L’ère de dégénérescence
De 1014 (100 billions) à 1040 (10 sextilliards) d’années
D’ici 1014 (100 billions) d’années, la naissance des étoiles prendra fin, laissant tous les objets stellaires sous la forme de résidus de dégénérescence. Si les protons ne se désintègrent pas, cette période durera longtemps.

### La fin de la naissance des étoiles
1014 (100 billions) d’années
D’ici 1014 (100 billions) d’années, la naissance des étoiles prendra fin. Cette période, connue sous le nom de L’ère de dégénérescence, durera jusqu’à ce que les résidus de dégénérescence finissent par finalement se désintégrer. Les étoiles les moins massives mettent le plus de temps à épuiser leur carburant hydrogène. (voir évolution stellaire).
De ce fait, les étoiles ayant la durée de vie la plus longue sont les naines rouges de masse faible, avec leur masse d’environ 0,08 masse solaire (M☉), qui ont une durée de vie d’environ 1013 (10 billions) d’années.
Par coïncidence, ceci est comparable à la longueur du temps sur laquelle la naissance des étoiles se produit. Une fois que la naissance des étoiles sera terminée et que les naines rouges auront épuisé leur carburant, la fusion nucléaire prendra fin. Les naines rouges de masse faible refroidiront et deviendront des naines noires. Les seuls objets restants avec plus que la masse planétaire seront des naines brunes, avec une masse de moins de 0,08 M☉, et des résidus de dégénérescence ; naines blanches produites par les étoiles ayant des masses initiales comprises entre 0,08 et 8 masses solaires ; et les étoiles à neutrons et trous noirs produits par les étoiles ayant des masses initiales de plus de 8 M☉. La majeure partie de la masse de cet ensemble, soit environ 90 %, se retrouvera sous forme de naines blanches. En l’absence de toute source d’énergie, tous ces anciens corps lumineux refroidiront et deviendront faibles.
Une fois que les dernières étoiles se seront éteintes, l’Univers deviendra extrêmement sombre. Néanmoins, il pourra toujours y avoir occasionnellement de la luminosité dans l’Univers. L’une des manières dont l’Univers pourrait être illuminé, c’est si deux naines blanches de carbone-oxygène ayant une masse combinée supérieure à la masse de Chandrasekhar d’environ 1,4 masse solaire, arrivaient à fusionner entre elles. L’objet résultant subirait alors une vive fusion thermonucléaire, créant une supernova thermonucléaire et dissipant ainsi l’obscurité de l’ère de dégénérescence pendant plusieurs semaines,. Si la masse combinée ne dépasse pas la limite de Chandrasekhar, mais qu’elle est plus importante que la masse minimale nécessaire à la fusion nucléaire du carbone, (environ 0,9 M☉), une étoile carbonée pourrait naître, ayant une durée de vie d’environ 106 (1 million) d’années. De plus, si deux naines blanches d’hélium ayant une masse combinée d’au moins 0,3 M☉ entraient en collision, une étoile à hélium pourrait naître, ayant une durée de vie d’environ quelques centaines de millions d’années. Enfin, des naines brunes qui entrent en collision les unes avec les autres peuvent donner naissance à de nouvelles étoiles, sous forme d’étoiles naines rouges, qui peuvent survivre pendant 1013 (10 billions) d’années,, ou accréter du gaz à des taux très lents depuis le milieu interstellaire restant, jusqu’à ce qu’elles aient suffisamment de masse pour commencer à entrer en nucléosynthèse stellaire sous forme de naines rouges. Ce processus, et cela vaut au moins pour les naines blanches, pourrait également provoquer une supernova thermonucléaire.

### Les planètes tombent ou sont projetées depuis leurs orbites lors d’une rencontre rapprochée avec une autre étoile
1015 (1 billiard) d’années
Avec le temps, les orbites des planètes spiraleront vers leur objet primaire par rayonnement gravitationnel, ou alors les planètes seront éjectées de leur système local par des perturbations gravitationnelles provoquées par des rencontres avec un autre objet compact.

### Les restes stellaires s’échappent des galaxies ou tombent dans des trous noirs
1019 à 1020 (10 à 100 trillions) d’années
Avec le temps, les objets d’une galaxie échangent de l’énergie cinétique dans un processus appelé la relaxation dynamique, faisant leur distribution des vitesses s’approcher de la loi de distribution des vitesses de Maxwell.
La relaxation dynamique peut se produire soit par des rencontres rapprochées entre deux étoiles, soit par des rencontres moins violentes mais plus fréquentes. Dans le cas d’une rencontre rapprochée, deux naines brunes ou objets compacts passeront très près l’un de l’autre. Lorsque cela se produit, les trajectoires des objets impliqués dans la rencontre rapprochée se modifient légèrement. Après un grand nombre de rencontres, les objets les plus légers ont tendance à gagner de l’énergie cinétique alors que les objets les plus lourds en perdent.
À cause de la relaxation dynamique, certains objets gagneront assez d’énergie pour atteindre la vitesse de libération galactique et quitter la galaxie, en laissant derrière eux une plus petite et plus dense galaxie. Comme les rencontres sont plus fréquentes dans les galaxies les plus denses, le processus est donc accéléré. Le résultat final est que la plupart des objets (90 % à 99 %) sont éjectés de la galaxie, laissant une petite proportion (peut-être 1 % à 10 %) qui tombent dans le trou noir supermassif central,. On suggère que la matière des restes tombants créera un disque d’accrétion autour de lui, qui créera un quasar, tant qu’il y aura assez de matière présente.

### Les nucléons commencent à se désintégrer
Chance : 1034 (10 quintilliards) < 1039 d’années
L’évolution subséquente de l’Univers dépend de la possibilité et du taux de désintégration du proton. Une preuve expérimentale indique que si le proton est instable, il a une demi-vie d’au moins 1034 années. Certaines des théories de grande unification (GUT) prévoient une instabilité du proton à long terme entre 1031 et 1036 années, avec la limite supérieure de la désintégration du proton standard (non-SuSy) à 1,4 × 1036 années et une limite supérieure générale maximale pour toute désintégration du proton (dont les modèles de supersymétrie) à 6 × 1039 années,. Des recherches récentes qui démontrent la durée de vie (instable) du proton à environ 1034-1035 d’années ou plus, écartent les modèles GUT les plus simples et la plupart des modèles non-SuSy.
On suppose que les neutrons liés à des noyaux atomiques vont aussi se désintégrer avec une demi-vie comparable à celle des protons. Les planètes (objets substellaires) se désintègreraient dans un simple processus en cascade en passant d’éléments les plus lourds à de l’hydrogène pur tout en rayonnant de l’énergie.
Dans le cas où le proton ne se désintégrerait pas du tout, les objets stellaires disparaîtraient, mais plus lentement. Voir plus bas Le futur sans la désintégration du proton.
Les protons aux demi-vies plus courtes ou plus longues accéléreront ou ralentiront le processus. Cela signifie qu’après 1037 d’années (la demi-vie maximale d’un proton utilisée par Adams & Laughlin en 1997), la moitié de la matière baryonique se sera transformée en photons et leptons à la suite de la désintégration du proton.

#### La désintégration de tous les nucléons
1040 (10 sextilliards) d’années
Au vu de la demi-vie supposée du proton, les nucléons (protons et neutrons liés) auront vécu à peu près 1 000 demi-vies au moment où l’Univers sera âgé de 1040 ans. Pour replacer la situation dans son contexte, on estime qu’il y a actuellement 1080 protons dans l’Univers. Cela signifie que le nombre de nucléons sera 1 000 fois réduit de moitié jusqu’à ce que l’Univers atteigne 1040 ans. De ce fait, il restera environ 0,51 000 (approximativement 10−301) fois le nombre de nucléons actuel, c’est-à-dire zéro nucléon restant dans l’Univers à la fin de l’ère de dégénérescence. Efficacement, toute la matière baryonique aura été changée en photons et leptons. Certains modèles prévoient la formation d’atomes stables de positronium ayant un diamètre plus grand que le diamètre actuel de l’Univers observable dans 1085 années, et ils prévoient également que ceux-ci se déclineront en un rayonnement gamma dans 10141 ans,.

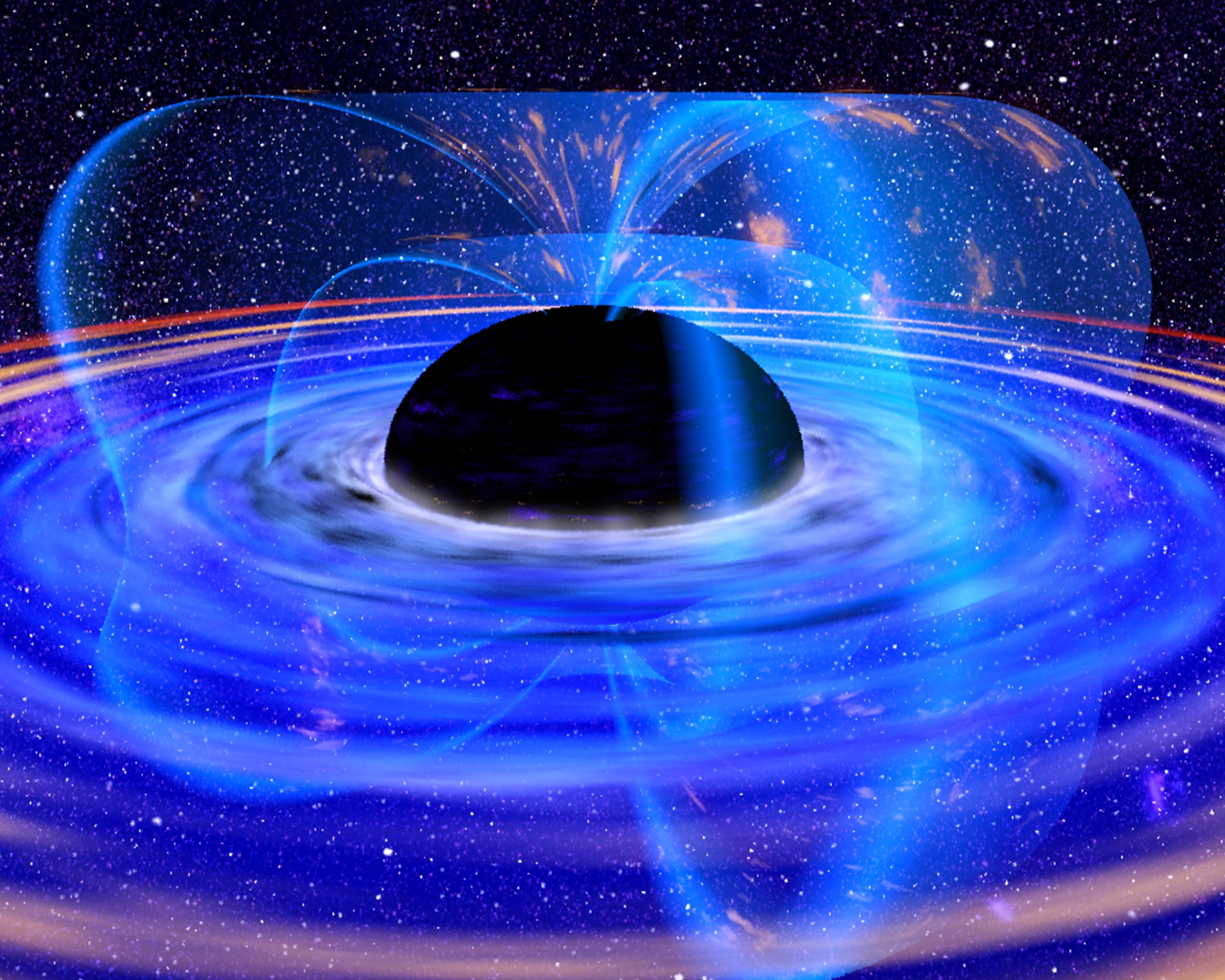
Les trous noirs supermassifs sont tout ce qu’il reste des galaxies une fois que tous les protons se sont désintégrés, mais même ces géants ne sont pas immortels.

#### Si la désintégration des protons se produit selon un processus d'ordre supérieur
Chance : 10100 à 10200 années
Dans l’éventualité où le proton ne se désintégrerait pas selon les théories de grande unification (GUT) ci-dessus, l’ère de dégénérescence durerait plus longtemps et, soit elle coïnciderait avec l’ère des trous noirs, soit elle la dépasserait. Cependant, des objets stellaires dégénérés pourraient toujours connaître une désintégration du proton, par exemple via des processus impliquant des trous noirs virtuels, ou d’autres processus d’ordre supérieur impliquant un effet tunnel, une anomalie chirale, ou des sphalérons, avec une demi-vie inférieure à 10200 années.

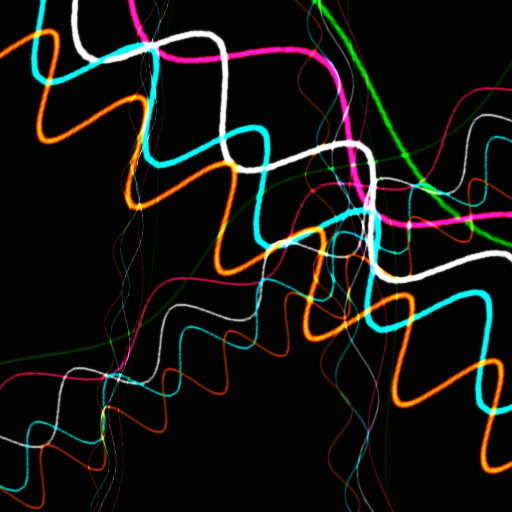
Le photon est désormais le baron de l’Univers, à mesure que les restes de trous noirs supermassifs s’évaporent.

### L’ère des trous noirs
1040 (10 sextilliards) ans à 10100 (1 gogol) ans
Après 1040 ans, les trous noirs domineront l’Univers. Ils s’évaporeront doucement par le phénomène du rayonnement de Hawking. Un trou noir ayant une masse d’environ 1 M☉ disparaîtra en environ 2 × 1066 années. Comme la durée de vie d’un trou noir est proportionnelle au cube de sa masse, davantage de trous noirs supermassifs mettent plus de temps à se désintégrer. Un trou noir supermassif ayant une masse de 1011 (100 milliards) M☉ s’évaporera en environ 2 × 1099 années.
Le rayonnement de Hawking possède un spectre thermique. Au cours de la vie de la plupart des trous noirs, le rayonnement possède une basse température et a principalement la forme de particules sans masse, comme des photons et des gravitons hypothétiques. À mesure que la masse d’un trou noir diminue, sa température augmente, jusqu’à devenir comparable à celle du Soleil au moment où la masse du trou noir a diminué jusqu'à n'avoir plus que 1019 kilogrammes. Le trou noir produit alors une source de lumière temporaire lors de la pénombre générale de l’ère des trous noirs. Au cours des derniers états de son évaporation, un trou noir n’émettra pas seulement des particules sans masse, mais aussi des particules plus lourdes, tel que des électrons, positrons, protons, et des antiprotons.

### L’ère sombre et l’ère des photons
À partir de 10100 ans
Une fois que tous les trous noirs se seront évaporés (et que toute la matière ordinaire composée de protons se sera désintégrée, si les protons sont instables), l’Univers sera presque vide. Les photons, les neutrinos, les électrons et les positrons se déplaceront d’un endroit à l’autre, en se rencontrant à peine. Gravitationnellement, l’Univers sera dominé par la matière noire, les électrons et les positrons (pas les protons).
Au cours de cette ère, avec très peu de matière éparse restante, l’activité dans l’Univers se sera atténuée radicalement (en comparaison avec les ères précédentes), avec des niveaux d’énergie très bas et des échelles de temps très vastes. Les électrons et les positrons dérivant à travers l’espace se rencontreront et formeront occasionnellement des atomes de positronium. Cependant, ces structures sont instables, et leurs particules constituantes finiront par être anéanties. D’autres événements d’annihilation de faible niveau auront lieu également, quoique de manière très lente. L’Univers atteint désormais un état extrêmement faible de son niveau d’énergie.

### Au-delà
Au-delà de 102 500 ans jusqu’au futur infini
Ce qui se passe ensuite est spéculatif. Il est possible qu’un Big Rip puisse avoir lieu très loin dans le futur. Aussi, l’Univers pourrait entrer dans une deuxième époque inflationnaire, ou bien, en supposant que l’état actuel de vide soit un faux vide, le vide pourrait se décliner en un état à plus faible énergie.
Vraisemblablement, les états dont l’énergie est extrêmement élevée impliquent que des événements quantiques localisés peuvent devenir des phénomènes macroscopiques majeurs, plutôt que des événements microscopiques négligeables. En effet, les perturbations les plus minimes font la différence dans cette ère, il n’y a donc pas de prévisions sur ce qui pourrait advenir dans l’espace ou dans le temps. On considère que les lois de la « macro-physique » échoueront, et que les lois de la « physique quantique » l’emporteront.
L’Univers pourrait éventuellement éviter la mort thermique éternelle à travers un effet tunnel et des fluctuations quantiques, qui pourrait générer un nouveau Big Bang dans à peu près 10101056 ans.
Pour une durée infinie, il pourrait y avoir une baisse spontanée d’entropie, par le biais d’une récurrence de Poincaré (théorème de récurrence de Poincaré) ou de fluctuations thermiques (voir aussi : théorème de la fluctuation (en),,,.

## Le futur sans la désintégration du proton
Si les protons ne se désintègrent pas, les objets à la masse stellaire deviendront toujours des trous noirs, mais de manière plus lente. Le graphique chronologique suivant suggère que la désintégration du proton n’a pas lieu.

### L’éventuelle ionisation de la matière
Plus de 1023 années à partir d’aujourd’hui
Dans un Univers en expansion avec une densité décroissante et une constante cosmologique nulle, la densité de matière atteindrait zéro, résultant dans toute la matière y compris les objets stellaires et l'ionisation et la dissipation des planètes à équilibre thermique[Quoi ?].

### La matière se décline en fer
101 500 années à partir d’aujourd’hui
Dans 101 500 années, la fusion pycnonucléaire qui survient via un effet tunnel, à basse température, devrait faire fusionner les noyaux atomiques de la matière ordinaire en noyaux de fer 56 (voir isotopes du fer). Parallèlement, une fission nucléaire spontanée et des émissions de particules α devraient transformer les noyaux les plus lourds et les décliner aussi en fer. Laissant ainsi les objets de masse stellaire à l’état de sphères froides de fer, appelées étoiles de fer.

### La transformation des étoiles de fer en trous noirs
101026 à 101076 années à partir d’aujourd’hui
L’effet tunnel devrait aussi transformer de larges objets en trous noirs. Selon les hypothèses émises, le temps que cela prend pour se produire peut être calculé sur la base de 101026 années à 101076 années.
L’effet tunnel pourrait aussi transformer les étoiles de fer en étoiles à neutrons dans environ 101076 années.